# Бледжо-Інферіоре
Бледжо-Інферйоре (італ. Bleggio Inferiore) — колишній муніципалітет в Італії, у регіоні Трентіно-Альто-Адідже,  провінція Тренто. У 2010 році був об'єднаний із сусіднім муніципалітетом Ломазо для створення муніципалітету Комано-Терме.
Бледжо-Інферйоре було розташоване на відстані близько 480 км на північ від Рима, 20 км на захід від Тренто.
Населення — 1222 осіб (2009).

## Демографія
Населення за роками:
Станом на 31 грудня 2009 року в муніципалітеті офіційно проживало 169 іноземців з 16 країн, серед них 37 громадян країн Євросоюзу та 1 громадянин України.

## Сусідні муніципалітети
- Бледжо-Суперйоре
- Боченаго
- Дорсіно
- Ф'яве
- Джустіно
- Ломазо
- Массімено
- Тре-Вілле
- Сан-Лоренцо-ін-Банале
- Стеніко
- Тіоне-ді-Тренто